# Mill Ends Park

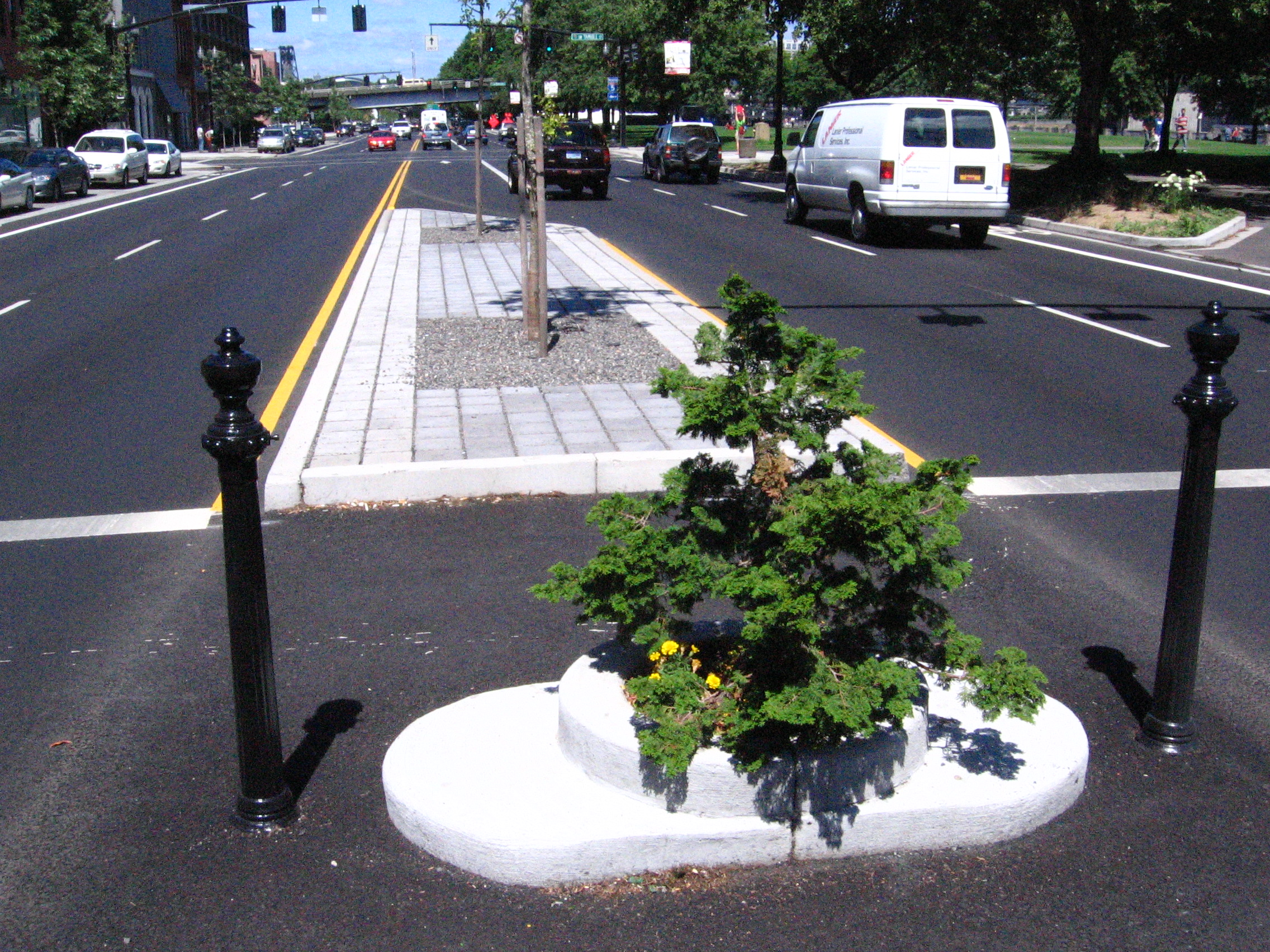
Mill Ends Park sommaren 2007

Mill Ends Park, belägen i Portland, Oregon, USA, har sedan 1971 erkänts av Guinness Rekordbok som den minsta parken i världen. Den grundades på Saint Patrick’s Day 1948 i ett vägskäl. Från början var det ett hål för en lyktstolpe, men eftersom lyktstolpen aldrig dök upp, och växter började gro, förvandlades den till en park, som idag har en diameter på 0,61 m och en areal på 0,292 m².